# بن 10/جينيرايتور ريكس: اتحاد الأبطال
بن 10/جينيرايتور ريكس: اتحاد الأبطال (Ben 10/Generator Rex: Heroes United) هي حلقة خاصة من جنيراتور ريكس وبن 10: ألتيمت إلين، يلتقي فيها بن وريكس لأول مرة، تظهر الحلقة صراعاً عنيفاً بين شخصيتين من صنع مان أوف آكشن، وهما بن تن تينيسن و ريكس سالازر، لكن في الاخير تعادلا، ثم أصبح صديقين واتّحدا لهزيمة ألفا أوميجا الشرير، الذي يسعى وراء جزيئات ريكس الخارقة وبذلك يتّحد البطلان الخارقان لهزيمته، وينجحان في الخير بمساعدة من أخ ريكس غريب الأطوار سيزار. وقد ظهرت مجموعة من الوحوش لبن كشوكسكواتش وهو وحش جديد، وإم إكس إل آر 8 وهو واحد من وحوش بن العشرة الأساسية الأولى.
في العالم العربي، دبلج أستديو إيمدج برودكشن هاوس هذه الحلقة الخاصة وعُرضت على قناة كرتون نتورك بالعربية كالفيلم في 26 سبتمبر 2012.

## الأصوات العربية
- عبدو حكيم (بن تنيسون)
- حسن مهدي (ريكس)
- بلال بشتاوي (العميل ستة)
- ريتشارد يني (سيزار)
- شادن أبو دهن (الدكتورة هوليداي)

## وصلات خارجية
- بن 10/جينيرايتور ريكس: اتحاد الأبطال على موقع IMDb (الإنجليزية)
- بن 10/جينيرايتور ريكس: اتحاد الأبطال على موقع قاعدة بيانات الفيلم (الإنجليزية)
- بن 10/جينيرايتور ريكس: اتحاد الأبطال على موقع ليتربوكسد (الإنجليزية)